# Dark Energy Survey

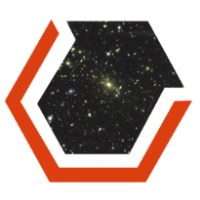
Logo della campagna DES

La Dark Energy Survey (DES) è una campagna osservativa quinquennale effettuata studiando la banda elettromagnetica nel vicino infrarosso e nel visibile, finalizzata alla comprensione delle dinamiche di espansione dell'universo e della crescita della sua struttura a larga scala. L'indagine è una collaborazione di istituti di ricerca e università degli Stati Uniti, Brasile, Regno Unito, Germania, Spagna e Svizzera.
L'indagine utilizza il Victor M. Blanco Telescope da 4 metri situato all'osservatorio cileno di Cerro Tololo (CTIO), gestito dall'osservatorio statunitense NOAO. Il telescopio è dotato di una fotocamera (DECam, Dark Energy Camera) che consente di ottenere immagini più sensibili nella parte rossa dello spettro visibile e nel vicino infrarosso, rispetto agli strumenti precedentemente usati.
DECam ha uno dei più ampi campi visivi (2,2 gradi di diametro) per la visualizzazione a terra nel visibile e nell'infrarosso. Lo studio osserverà 5.000 gradi quadrati di cielo meridionale per un'area compresa tra il South Pole Telescope e l'area Stripe 82 ripresa dalla SDSS (Sloan Sky Digital Survey) al fine di evitare l'influenza luminosa della Via Lattea. L'indagine richiede cinque anni di esplorazione con 10 riprese complete con cinque filtri ottici (g, r, i, z  e Y ). DES è iniziata ufficialmente nel mese di agosto 2013 e ha completato la sua seconda stagione a febbraio 2015.

## Panoramica
La Dark Energy Survey indaga le dinamiche e la struttura a larga scala dell'Universo, studiando quattro fenomeni sensibili a qualunque energia stia accelerando l'universo. Poiché ogni indagine considera una diversa grandezza osservabile, i risultati non saranno inficiati da identici errori di misurazione. I fenomeni oggetto di indagine sono: supernove di tipo IA, oscillazioni acustiche barioniche (BAO), numero di ammassi galattici e lensing gravitazionale debole (la curvatura della luce dovuta alla gravità).
Si ritiene che le Supernove di tipo Ia siano il risultato di esplosioni termonucleari che si verificano quando stelle nane bianche in sistemi binari acquisiscono massa dalle loro stelle compagne. La luminosità di questi eventi consente agli astronomi di rilevarli anche a distanze molto grandi. Il tasso di espansione dell'universo può essere ricavato sulla base di osservazioni della distanza, di luminosità e dello spostamento verso il rosso delle supernove lontane di tipo IA. Gli altri riferimenti (BAO , ammassi di galassie e lensing debole) utilizzati dalla DES permettono agli scienziati di comprendere simultaneamente l'espansione dell'universo e l'evoluzione delle perturbazioni della densità dei campi di materia oscura. Tali perturbazioni sono intrinsecamente legate alla formazione di galassie e cluster di galassie. Il modello standard cosmologico presuppone che le fluttuazioni quantistiche della densità di campo dei vari elementi che erano presenti quando il nostro universo era molto giovane, sono state rafforzate attraverso una rapidissima espansione chiamata inflazione cosmica. Il collasso gravitazionale ha modificato queste fluttuazioni iniziali quando la materia barionica è entrata nel campo gravitazionale potenziale delle regioni più dense dello spazio per formare le galassie. Tuttavia, il tasso di crescita di questi aloni di materia oscura è sensibile alle dinamiche dell'espansione dell'universo e la DES utilizzerà questa condizione per sondare le proprietà di tale espansione.
DECam, la nuova telecamera installata presso il telescopio Victor M. Blanco, consente osservazione non disponibili nelle precedenti indagini, come la Sloan Digital Sky Survey. Una differenza significativa tra la precedente CCD del telescopio Victor M. Blanco e la nuova DECam è la migliorata efficienza quantica nella parte rossa dello spettro visibile e nel vicino infrarosso. Questa è una proprietà molto importante per l'osservazione di fonti molto distanti, come supernove IA o galassie, perché l'espansione dell'universo sposta la luce proveniente dai fotoni emessi da una determinata sorgente verso lunghezze d'onda più rosse (lunghe). Di contro, il silicio, che è l'elemento principale utilizzato per costruire le CCD, appare trasparente alla luce infrarossa, e questo problema ha richiesto significativi sviluppi tecnologici.

## DECam
DECam è una camera che sostituisce la precedente fotocamera a primo fuoco sul telescopio Victor M. Blanco. La fotocamera è costituita da tre componenti principali: meccanica, ottica, e CCD.

### Meccanica
La meccanica della macchina è costituita da un filtro commutatore con 8 filtri ed un otturatore. C'è anche un tamburo ottico che supporta 5 lenti correttive, la maggiore delle quali è di 98 cm di diametro. Questi componenti sono fissati al piano focale CCD raffreddato a -100 °C con azoto liquido al fine di ridurre il rumore termico nella CCD. Il piano focale è tenuto ad una condizione di vuoto di 10−6 Torr per evitare la formazione di condensa sui sensori. L'intera macchina con lenti, filtri e CCD pesa circa 4 tonnellate. Il supporto fisico sul primo fuoco è garantito da un sistema esapode (attuatori prismatici robotici paralleli) che consente la regolazione focale in tempo reale.

### Ottica
La telecamera è dotata di filtri u, g, r, i, z , Y simili a quelli usati nella Sloan Digital Sky Survey (SDSS) . Questo consente a DES di rilevare redshift fotometrici di z≈1. DECam contiene anche cinque lenti con funzioni di correttore ottico per estendere il campo visivo del telescopio ad un diametro di 2,2°.

### CCD

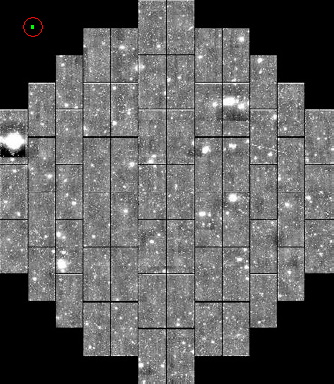
Immagine simulata della matrice di CCD sulla DECam. Ogni rettangolo è un singolo CCD. Il rettangolo verde in alto a sinistra rappresenta le dimensioni di un iPhone 4.

Il sensore scientifico della DECam è costituito da una fotocamera CCD con matrice di 62 griglie da 2048 × 4096 pixel retroilluminati per un totale di 520 megapixel; un ulteriore CCD da 12 griglie da 2048 × 2048 pixel è utilizzata per orientare il telescopio, l'allineamento ed il fuoco. Il piano focale DECam completo contiene 570 megapixel. I CCD della DECam utilizzano silicio ad alta resistività con pixel da 15 × 15 micron. Per confronto la CCD impiegata su un iPhone 4 utilizza pixel da 1,75 × 1,75 micron con 5 megapixel. Pixel più grandi consentono a DECam di raccogliere più luce per pixel compensando la bassa sensibilità alla luce che è opportuna per uno strumento astronomico.

## Campagna osservativa
L'indagine osservativa DES dovrebbe coprire un'area di 5000 gradi quadrati del cielo meridionale nell'arco di cinque anni, con una profondità del campo luminoso sino a magnitudine 24. L'area di osservazione è stato scelta per sovrapporsi all'area di rilevazione del South Pole Telescope perché la sua tecnica di rilevare ammassi attraverso l'effetto SZ (una distorsione della radiazione cosmica di fondo) è complementare alle tecniche ottiche impiegate da DES. L'area di indagine si sovrappone anche con le aree di indagine della SDSS e del telescopio VISTA per l'utilità delle informazioni che le suddette campagne osservative possono condividere. All'interno dell'area osservativa, aree più piccole per un totale di 30 gradi quadrati saranno soggette ad indagine con tempi espositivi maggiori per la ricerca di supernove.

### Le supernove
Poiché una caratteristica delle supernove è quella di raggiungere una comune massima luminosità di picco, la differenza delle luminosità è dovuta essenzialmente alla distanza tra esse. DES osserverà ogni notte una porzione di cielo per misurare le distanze di migliaia di supernove con elevata precisione. Con il supporto di altri telescopi che misurano quanto la luce emessa da tali supernove sia spostata verso il rosso (redshift) e quindi la dimensione relativa dell'universo di quando tale luce è stata emessa rispetto ad oggi, DES ricostruirà gli ultimi 10 miliardi di espansione cosmica con grande precisione.

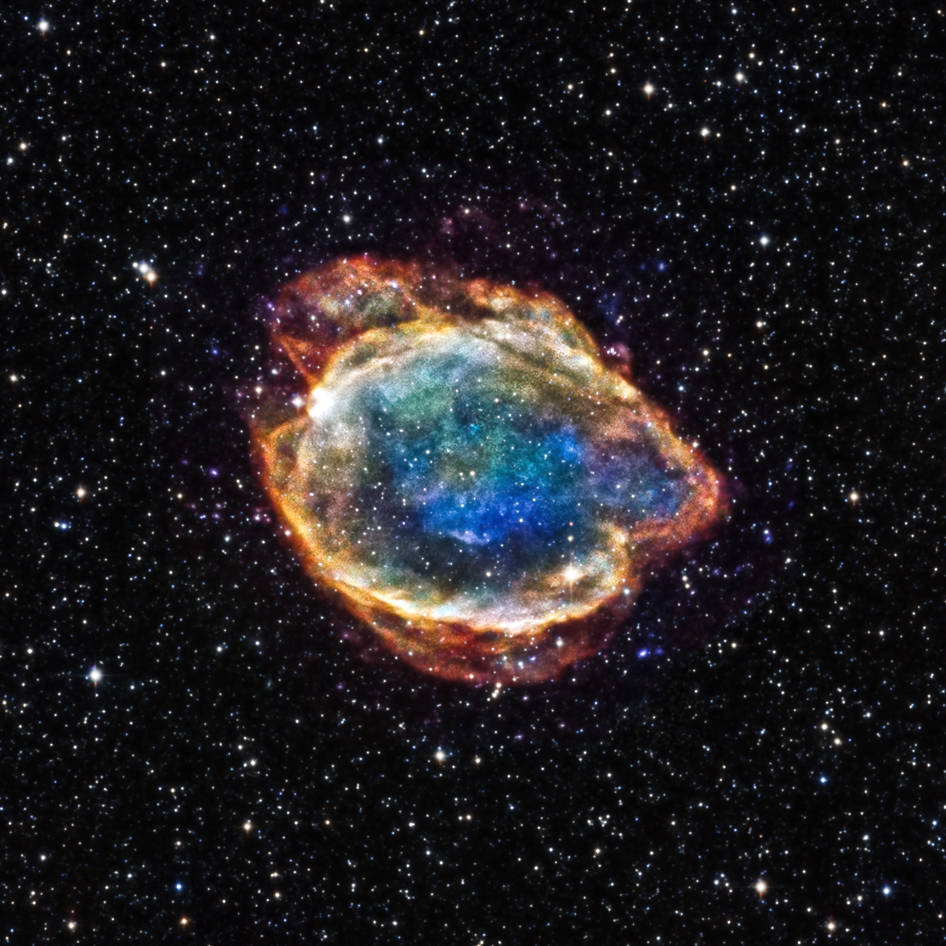
Supernova di tipo Ia

### Oscillazioni acustiche barioniche
La firma delle oscillazioni acustiche barioniche (BAO) può essere osservata nella rilevazione dei traccianti dei campi di densità della materia e venire utilizzata per misurare la storia dell'espansione dell'Universo. La BAO può essere misurata anche usando dati puramente fotometrici, ma in questo caso è meno significativa.
Il campione osservativo della DES è composto da 7 milioni di galassie distribuite su un'impronta di 4100 gradi{\displaystyle {}^{2}} con 0,6< {\displaystyle z_{photo}} < 1,1 e un errore sul redshift di 0,03(1+z).
Da questi dati, si combinano le probabilità derivate dalle correlazioni angolari e dalle armoniche sferiche per restringere il rapporto della distanza del diametro angolare comovente {\displaystyle D_{m}(Z_{e}ff=0.835)/r_{d}=18.92\pm 0.51} al redshift del campione in esame, con la scala dell'orizzonte sonoro all'epoca dello stiramento.

### Effetto lensing gravitazionale
Il lensing debole è stato misurato statisticamente valutando lo stiramento per mezzo della funzione di correlazione o con la trasformata di Fourier nello spettro di potenza.
Nell'aprile 2015, la DES ha rilasciato le mappe di massa basate sullo stiramento cosmico di 2 milioni di galassie dopo la verifica dei dati effettuata tra agosto 2012 e febbraio 2013.
Nel 2021 il lensing debole è stato usato per mappare la materia oscura in una regione del cielo dell'emisfero sud e nel 2022, assieme ai dati sugli ammassi di galassie, per porre nuove restrizioni cosmologiche.
Nel dicembre 2020 e nel giugno 2021, il team DES ha pubblicato due studi che mostravano i risultati ottenuti utilizzando il lensing debole per calibrare il redshift delle galassie sorgente in modo da poter mappare il campo di densità della materia.